# Mesoarqueà
El Mesoarqueà és l'era geològica que començà fa 3.200 milions d'anys i s'acabà fa 2.800 milions d'anys. Es tracta de la segona era de l'eó Arqueà. El seu nom deriva de la paraula grega antiga μέσος (méssos), que significa 'mitjà', i el nom de l'Arqueà; en el seu conjunt vol dir 'Arqueà mitjà'.
Es defineix cronomètricament i no es fa referència a un nivell específic en una secció de roques de la Terra. Els fòssils d'Austràlia demostren que els estromatòlits han crescut a la Terra des del Mesoarqueà. La glaciació de Pongola es va produir al voltant de 2.900 milions d'anys, i va poder ser deguda a una desestabilització del clima produïda pel metabolisme dels primers microorganismes. El primer supercontinent Vaalbara va irrompre durant aquesta època, fa uns 2.800 milions de milions d'anys, que es va fragmentar a finals d'aquesta era.
Els primers esculls daten d'aquesta època i probablement estaven formats per estromatòlits. L'anàlisi dels isòtops de l'oxigen al sílex va conduir a una estimació de la temperatura oceànica al voltant dels 55-85 º C, mentre que altres estudis sobre la taxa de meteorització postulen temperatures mitjanes inferiors a 50 º C. Es creu que el contingut de N₂ en l'atmosfera era fonamentalment similar al d'avui, i la pressió parcial de CO₂ era probablement inferior a 0,7 bar.